# ديفيد يانوفسكي
ديفيد ماركيلوفيتش يانوفسكي (بالبولندية: Dawid Janowski) (25 ماي 1868، فاوكافيسك - 15 جانفي 1927) هييريس) وهو لاعب شطرنج فرنسي من أصول بولندية ويعتبر أحد أفضل أستاتذة الشطرنج في بداية القرن العشرين الذين يغلب طابع الهجوم على أسلوبهم دون القلق من الخسارة أو الفوز.

## سيرته
ولد في أسرة بولندية في مدينة فاوكافيسك بالامبراطورية الروسية (بيلاروسيا الآن) وفي 1890 استقر في باريس وبدأ مسيرته في الشطرنج حيث كان يتردد على مقهى لاريجونس وفي 1894 بدأ مسيرته الاحترافية وشارك في بطولة لايبزيغ وحل بالمركز السابع ومنذ ذلك الحين أصبح يلعب باسم فرنسا لمدة 29 سنة.
وخلال مسيرته كانت نجاحاته الكبيرة تتمثل في فوزه ببطولة مونتي كارولو 1901، هانوفر 1902، وتعادل في المركز الأول ببطولة فيينا 1902 وفاز ببطولة برمن 1905، كما لعب مقابلات ضد أشهر اللاعبين آنذاك لكن نتائجه لم تكن كبيرة، وتمكن من تحدي بطل العالم لاسكر في مقابلة سنة 1910 غير انه خسر خسارة كبيرة، وبعد اندلاع الحرب العالمية الأولى غادر أوروبا إلى أمريكا حيث قضى بها تسع سنوات ثم عاد إلى باريس.

## ضد اللاعبين الكبار
ضد أساتذة الشطرنج الأكبر منه كان سجل يانوفسكي جيّدا : شتاينيتز (+5−2)، ميخائيل شيغورين (+17−4=4)، جوزيف بلاكبيرن (+6−2=2)، غير أن سجله ضد الأساتذة الجدد لم يكن كذلك مثل: زيغبرت تاراش (+5−9=3)، فرانك مارشال (+28−34=18)، أكيبا روبنشتاين (+3−5)، جيزا ماروكزي (+5−10=5)، كارل شلختر (+13−20=13)، وتفوق عليه بكثير أبطال العالم: إيمانويل لاسكر (+4−25=7)، وكابابلانكا (+1−9=1)، غير أنه سجله ضد أليخين كان محترما (+2−4=2)، ويتميز بأنه تمكن من هزيمة أبطال العالم الأربعة الأوائل مرة على الأقل وهذا إنجاز لم يشاركه فيه سوى زيغبرت تاراش.

## مقابلة بطولة العالم مع لاسكر
لعب يانوفسكي ثلاث مقابلات ضد لاسكر اثنتان منها ودية (+2 -2) و(+1 =2 -7) وواحدة في 2010 على بطولة العالم وانتهت بخسارة كبيرة ليانوفسكي (=3 -8)، ويعتبر البعض المقابلة الثانية الطويلة مقابلة على بطولة العالم  غير أن الباحث في تاريخ الشطرنج إدورد نورتن اشار إلى أن اللقب في تلك المقابلة لم يكن على المحك.

## روابط خارجية
- ديفيد يانوفسكي على موقع مباريات الشطرنج (الإنجليزية)
- ديفيد يانوفسكي على موقع 365Chess.com (الإنجليزية)
- ديفيد يانوفسكي على موقع Chesstempo.com (الإنجليزية)
- ديفيد يا نوفسكي في موقع تاريخ الشطرنج بقلم إدورد نورتن